# Клаус Міхаель Грюбер
Кла́ус Міхае́ль Грю́бер (нім. Klaus Michael Grüber; нар. 4 червня 1941, Некарельц — пом. 22 червня 2008, Бель-Іль) — німецький оперний режисер і актор.

## Життєпис
Клаус Міхаель Грюбер народився 4 червня 1941 року. Вивчав драматичне мистецтво У драматичній школі Штутгарта (клас Зігфріда Мельгінґера).
Свою театральну діяльність він почав у 1962 році помічником італійського режисера Джорджіо Стрелера в Міланському театрі «Пікколо», де в 1967 році здійснив свою першу постановку 'Trial of Jeanne d'Arc" за Бертольдом Брехтом.
Грюбер був відомий як великий експериментатор сцени і оперний режисер, що поставив спектаклі майже у всіх театрах Європи. Найвідоміші його постановки: «Фауст» (1975) в паризькому госпіталі Сальпетрієр, «Winterreise» на Олімпійському стадіоні в Берліні (1977), «Повернення Улісса» (2002) в Цюріхському оперному театрі. Критики відзначали, що оперні постановки Грюбера відрізняються особливою психологічною.
Клаус Міхаель Ґрюбер був режиссером‑постановщиком опер «Борис Годунов» Модеста Мусоргського, «Катерина Ізмайлова» Дмитра Шостаковича, він поставив оперу чеського композитора Леоша Яначека «З мертвого будинку» по однойменному твору Достоєвського. Грюбер працював з такими відомими диригентами як Валерій Гергієв, Володимир Федосєєв (Росія), Клаудіо Аббадо (Італія), Марк Мінковські (Франція), Ніколаус Арнонкур (Австрія).
З 1980-х років Клаус Міхаель Грюбер постійно мешкав та працював у Франції.
1991 року Грюбер знявся у фільмі режисера Лео Каракса «Коханці з Нового моста».
2005 року Міхаель Ґрюбер зняв фільм-оперу «Коронація Поппеї».
Грюбер помер 22 червня 2008 року у французькому місті Бель-іль-ан-Мер.

## Призи та нагороди
- Кавалер Ордену «Почесного легіону», Франція
- Кавалер Ордену мистецтв і літератури Франції